# András Hegedüs
András Hegedüs, född 31 oktober 1922 i Szilsárkány, Kungariket Ungern, död 23 oktober 1999 i Budapest, Ungern, var en ungersk kommunistisk politiker och sociolog. Han var Ungerns premiärminister från den 18 april 1955 till den 24 oktober 1956.
År 1955 undertecknade Hegedüs Warszawapakten för Ungerns räkning. I oktober året därpå begärde Hegedüs hjälp från Sovjetunionen att slå ner den omfattande revolten. Revoltörernas raseri riktades då i synnerhet mot Hegedüs och han flydde till Sovjetunionen tillsammans med bland andra Ernő Gerő. 
I september 1958 återvände Hegedüs från exilen i Moskva och kom att föreläsa i sociologi, bland annat vid Sociologiska forskningsinstitutet. År 1968 motsatte han sig dock Warszawapaktens invasion av Tjeckoslovakien. Han avskedades då från Sociologiska forskningsinstitutet och senare blev han utesluten ur Ungerns socialistiska arbetarparti.